# Gélose Thayer Martin
La gélose Thayer Martin est un milieu de culture sélectif non différentiel employé en microbiologie pour l'isolement des Neisseria et plus particulièrement des agents pathogènes N. gonorrhoeae (ou Gonocoque) et N. meningitidis (ou Méningocoque). Sa composition est destinée à favoriser la croissance de ces germes exigeants tout en inhibant la flore commensale des sites anatomiques prélevés (gorge, urètre, vagin, rectum).
Ce milieu a été introduit en 1964 par J.D. Thayer et J.E. Martin sous la forme d'une gélose chocolat rendue sélective par l'ajout de ristocétine et de polymyxine B.
À la suite du retrait du marché de la ristocétine, la formule est modifiée une première fois en 1966 : les antibiotiques d'origine sont remplacés par une combinaison de vancomycine, de colistine et de nystatine (supplément VCN). En 1970, le cocktail inhibiteur est complété par l'ajout de triméthoprime (supplément VCNT).

## Principe
La base nutritive, très riche, se compose principalement d'hémoglobine et d'un mélange de peptones de caséine et de viande. L'extrait de levure de la formule initiale de Thayer et Martin est remplacé par un additif polyvitaminique complexe composé d'un grand nombre de nutriments et de facteurs de croissance spécialement adaptés aux exigences nutritionnelles des Neisseria.
L'amidon est employé pour son effet stimulant sur la croissance de N. gonorrhoeae et joue peut-être aussi un rôle de détoxification en absorbant les déchets et les éventuelles toxines.
Le supplément sélectif à très large spectre inhibe pratiquement tous les contaminants bactériens et fongiques. La vancomycine est un glycopeptide dirigé contre les bactéries à Gram positif tandis que la colistine (employée sous forme de colistiméthate sodique) est une polymyxine qui cible les Gram négatifs. Le triméthoprime est un inhibiteur de la synthèse des folates employé pour restreindre l'essaimage des Proteus éventuellement présents, notamment dans les prélèvements urinaires. La nystatine est un antifongique à structure polyène qui inhibe les levures présentes dans certains prélèvements vaginaux et rectaux. Les concentrations des quatre inhibiteurs sont ajustées pour minimiser la toxicité vis-à-vis des Neisseria,.
Le mélange d'hydrogénophosphate de potassium et de dihydrogénophosphate de potassium forme un système tampon qui maintient le pH autour de la valeur souhaitée. Le chlorure de sodium augmente la pression osmotique au sein du milieu. L'agar est l'agent gélifiant.

## Composition
Pour 1000 mL de milieu :
- hémoglobine : 10 g
- peptone de caséine : 7,5 g
- peptone de viande : 7,5 g
- chlorure de sodium : 5 g
- hydrogénophosphate de potassium : 4 g
- dihydrogénophosphate de potassium : 1 g
- amidon de maïs : 1 g
- supplément polyvitaminique : 10 mL d'une solution contenant, pour 1000 mL d'eau :
  - D-glucose : 100 g
  - L-cystéine chlorhydrate : 25,9 g
  - L-glutamine : 10 g
  - L-cystine : 1,1 g
  - adénine : 1 g
  - NAD : 250 mg
  - thiamine pyrophosphate (cocarboxylase) : 100 mg
  - guanine chlorhydrate : 30 mg
  - nitrate de fer(III) : 20 mg
  - acide para-aminobenzoïque : 13 mg
  - vitamine B12 : 10 mg
  - thiamine chlorhydrate : 3 mg
- supplément sélectif VCNT (dissous dans 10 mL d'eau) :
  - vancomycine : 3 mg
  - colistiméthate sodique : 7,5 mg
  - nystatine : 12 500 UI
  - triméthoprime lactate : 5 mg
- agar : 12 g.

## Préparation
La plupart des fournisseurs de milieux de culture proposent des géloses déjà coulées qui ont l'avantage d'être immédiatement utilisables.
Pour préparer 1000 mL de milieu, l'hémoglobine est dissoute progressivement dans 250 mL d'eau distillée à 50°C (en commençant par former une pâte dans 10 - 20 mL d'eau puis en diluant progressivement sous agitation continue) et le reste des ingrédients thermostables est dissous à chaud dans les 750 mL restants d'eau distillée. Ces deux solutions sont stérilisées séparément à l'autoclave (15 min à 121°C). Après refroidissement partiel jusqu'à 50°C, les deux solutions sont combinées et les additifs thermosensibles (supplément polyvitaminique, supplément sélectif VCNT) sont introduits aseptiquement, par exemple par filtration stérilisante. Le mélange homogénéisé est réparti dans des contenants stériles.